# Леудо, Хосе
Хосе Давида Леудо Романья (англ. José David Leudo Romaña; род. 9 ноября 1993 года, Апартадо, Колумбия) — колумбийский футболист, полузащитник клуба «Атлетико Уила».

## Клубная карьера
Леудо начал профессиональную карьеру в клубе «Бояка Чико». 15 марта 2009 года в матче против «Америки» из Кали в возрасте 15 лет он дебютировал в Кубке Мустанга. После столь раннего дебюта Хосе заинтересовались многие клубы. Следующие четыре сезона он провёл выступая за юношеские и молодёжные команды уругвайского «Феникса» и аргентинского «Эстудиантеса», но выйти в основе так ни разу и не получилось. Летом 2014 года Луэдо перешёл в «Колон». Сумма трансфера составила 110 тыс. евро. 27 июля в поединке Кубка Аргентины против «Лануса» Хосе дебютировал за новую команду. В начале 2015 года для получения игровой практики он на правах аренды перешёл в «Онсе Кальдас». 8 февраля в матче против «Атлетико Хуниор» Леудо дебютировал за новую команду.
После окончания аренды он был продан «Колоном» в «Депортиво Пасто». 25 июля в поединке против «Хагуарес де Кордоба» Леудо дебютировал за новый клуб. В начале 2016 года он вновь присоединился к «Онсе Кальдас».

## Международная карьера
В 2013 году в составе молодёжной сборной Колумбии Леудо выиграл молодёжном чемпионате Южной Америки в Аргентине. На турнире он сыграл в матчах против команд Боливии, Эквадора, Уругвая, Перу, Аргентины а также дважды Парагвая и Чили.
Летом того же года Хосе принял участие в молодёжном чемпионате мира в Турции. На турнире он сыграл в матчах против команд Австралии, Турции, Сальвадора и Северной Кореи.

## Достижения
Международные
 Колумбия (до 20)
- Чемпионат Южной Америки по футболу среди молодёжных команд — 2013